# Pawee Tanthatemee
Pawee Tanthataemee (tiếng Thái: ปวีร์ ตัณฑะเตมีย์, sinh ngày 22 tháng 10 năm 1996), còn được biết với tên đơn giản Pluck (tiếng Thái: ปลั๊ก),là một cầu thủ bóng đá người Thái Lan thi đấu ở vị trí trung vệ cho câu lạc bộ Giải bóng đá Ngoại hạng Thái Lan Ubon UMT United.

## Danh hiệu

### Quốc tế
U-21 Thái Lan
- Nations Cup (1): 2016